# Recea-Cristur (gmina)
Recea-Cristur – gmina w Rumunii, w okręgu Kluż. Obejmuje miejscowości Căprioara, Ciubanca, Ciubăncuța, Elciu, Escu, Jurca, Osoi, Pustuța i Recea-Cristur. W 2011 roku liczyła 1412 mieszkańców.